# Codia triverticillata
Codia triverticillata är en tvåhjärtbladig växtart som beskrevs av H.C.Hopkins & Pillon. Codia triverticillata ingår i släktet Codia och familjen Cunoniaceae. Inga underarter finns listade i Catalogue of Life.